# Премия имени С. Ф. Ольденбурга
Премия имени С. Ф. Ольденбурга — награда Академии наук СССР (затем Российской академии наук), присуждаемая «за выдающиеся работы в области востоковедения». Учреждена Академией наук СССР в 1991 году и присуждается каждые три года. В 1994 году воссоздана Российской академией наук. Названа в честь выдающегося востоковеда Сергея Фёдоровича Ольденбурга. Не следует смешивать с одноименной премией, с 2000 года ежегодно присуждаемой Санкт-Петербургским научным центром РАН за достижения в области гуманитарных наук.

## Лауреаты премии
- 1991 — доктор филологических наук Л. Н. Меньшиков — за серию работ: 1. Китайские рукописи из Дуньхуана. Памятники буддийской литературы сувэньсюэ; 2. Бяньвэнь о Вэймоцзэ. Бяньвэнь «Десять благих знамений»; 3. Бяньвэнь о воздаянии за милости (часть 1); 4. Бяньвэнь по Лотосовой сутре; 5. Описание китайской части коллекции из Хара-хото; 6. Буддийские притчи в китайской литературе (предисловие к книге Бай юй цзин (Сутра ста притч); 7. Рукописная книга в Китае в I тысячелетии н. э. (в книге: Рукописная книга в культуре народов Востока. Книга II)
- 1994 — доктор филологических наук П. А. Гринцер — за серию монографий: «Древнеиндийская проза (обрамленная повесть)», «Махабхарата» и «Рамаяна», «Древнеиндийский эпос. Генезис и типология», «Бхаса», «Основные категории классической индийской поэтики»
- 1997 — доктор исторических наук Е. И. Кычанов — за перевод и исследование «Измененный и заново утвержденный кодекс девиза царствования Небесное процветание (1149—1169)» в 4-х томах (текст факсимиле, перевод, исследования, комментарии, указатели, терминологический словарь)
- 2000 — доктор исторических наук Л. С. Переломов — за исследование «Конфуций „Лунь юй“»
- 2003 — доктор филологических наук Т. П. Григорьева — за серию монографий «Японская художественная традиция»; «Японская литература XX века»; «Дао и Логос: встреча культур»
- 2006 — доктор исторических наук Б. А. Литвинский — за цикл трудов по истории и археологии Центральной Азии: «Восточный Туркестан в древности и раннем средневековье» (тт. 1-4); «Эллинистический храм Окса в Бактрии» (тт. 1-2); «Буддийский монастырь Аджина Тепе»
- 2009 — кандидат филологических наук Ф. А. Асадуллин — за монографию «Москва мусульманская»
- 2012 — кандидат филологических наук Л. Р. Концевич — за научно-справочное издание «Хронология стран Восточной и Центральной Азии» (в двух томах)
- 2015 — академик В. В. Наумкин — за монографию «Острова архипелага Сокотра (экспедиции 1974—2010 гг.)»
- 2018 — академик В. С. Мясников — за собрание сочинений «Кастальский ключ китаеведа» (в семи томах).
- 2021 — кандидат исторических наук Н. П. Свистунова — за исследование «Законы Великой династии Мин со сводным комментарием и приложением постановлений (Да Мин люй цзе фу ли)» в 4-х томах